# Ladugårdslandet

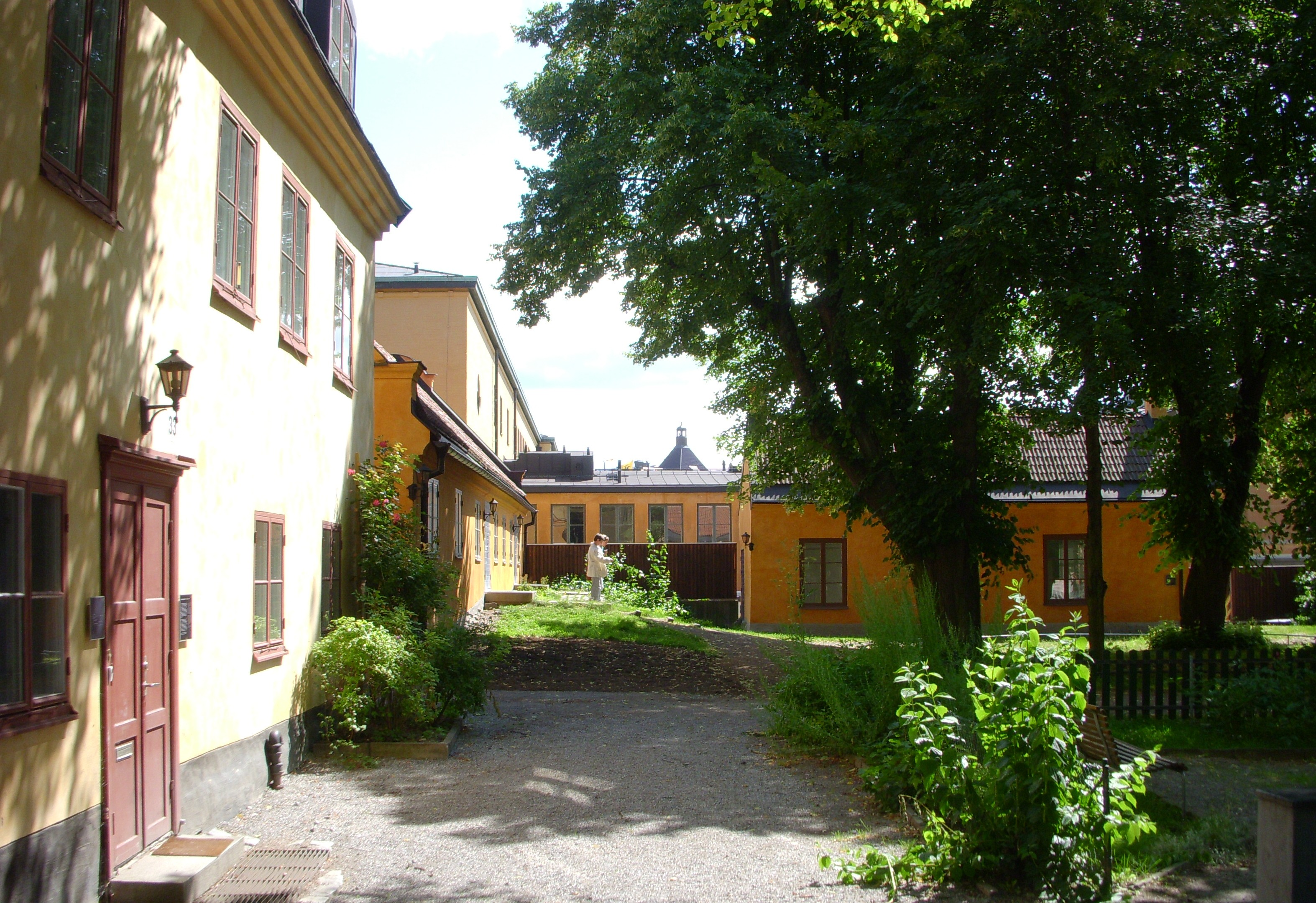
Oxenstiernska malmgården är en av få kvarvarande byggnader från Ladugårdslandet.

Ladugårdslandet, även Ladugårdsgärde eller Ladugårdsgärdet, var en stadsdel i nordöstra Stockholm som 1885 ändrade namn till Östermalm.
Ladugårdslandet var en 1600- och 1700-talsstadsdel, med blandad bebyggelse i en till tre våningar. Husen bestod av både trähus och stenhus, och var i de flesta fall gulfärgade. Byggnaderna hade ofta större trädgårdar eller odlingslotter. Många av byggnaderna var malmgårdar eller hade kopplingar till militärväsendet, men många av innevånarna var också hantverkare - exempelvis skomakare, spegelmakare eller silversmeder. Arméns närvaro på Ladugårdslandet var påtaglig, med flera regementen, samt exercis- och övningsfältet Gärdet. Den militära närvaron fortsatte även efter stadsdelens omdaning till Östermalm.

## Historia

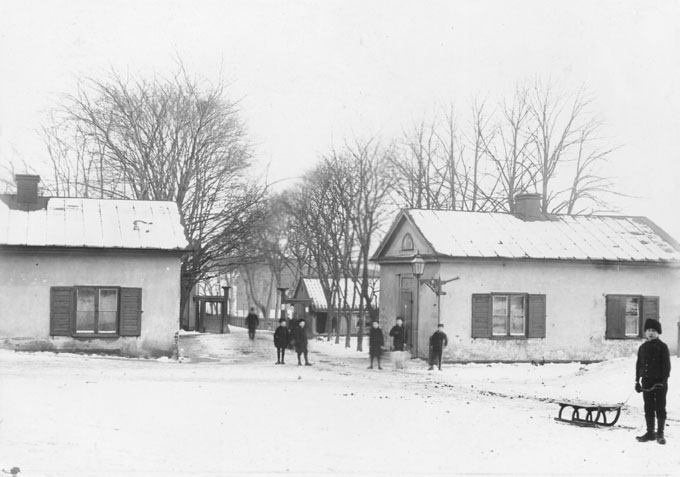
Ladugårdslandstull låg i Ladugårdslandets östliga utkant, där nuvarande Karlaplan ligger. Tullstugorna revs 1895.

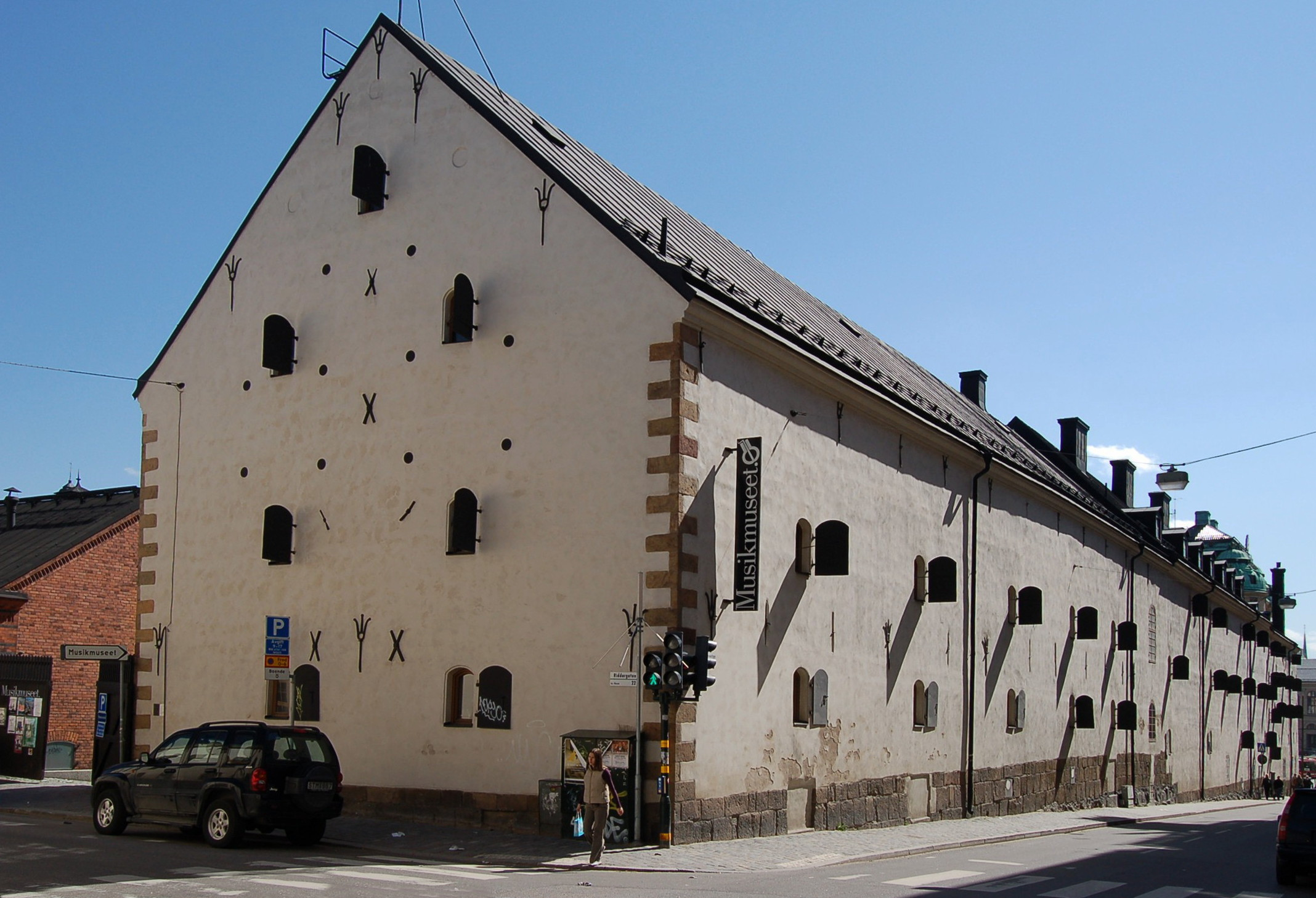
Kronobageriet är den enda kvarvarande byggnaden från Ladugårdslandets 1600-tal.

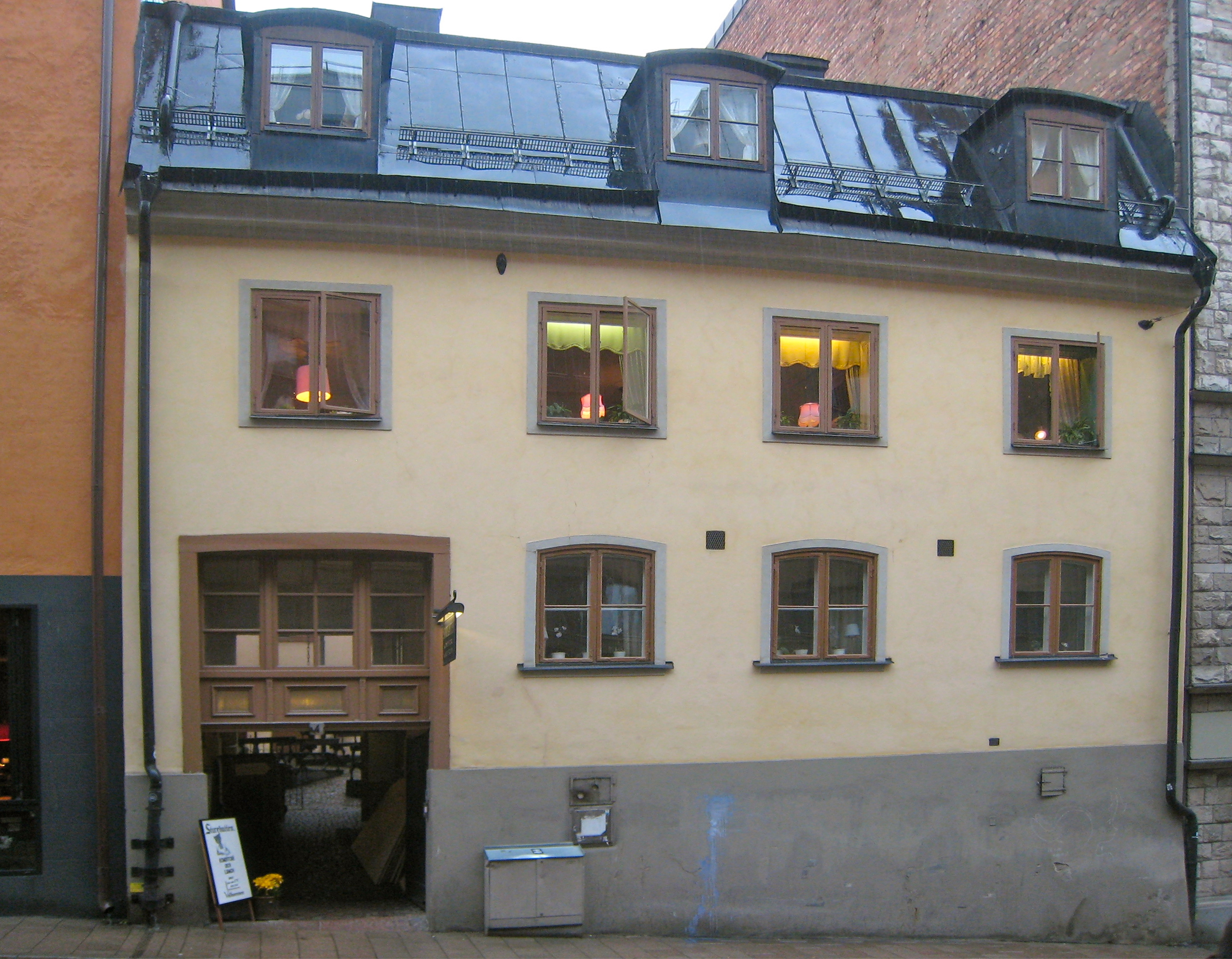
Konditori Sturekattens 1700-talsbyggnad.

Ladugårdslandet var tidigare namnet för Stockholms nordöstra stadsdel. Området innehades ursprungligen av de två kungsladugårdar som anlades på kungliga Djurgården vilka var bildade av hemman och bostäder som förut hörde till Klara kloster. Av dessa ladugårdar blev de delar som låg närmast staden avsöndrade genom donationer till Stockholms stad 1639 och 1670. Inemot mitten av 1600-talet började trakten bebyggas, sedan Stockholms magistrat genom drottning Kristinas öppna brev och privilegium 5 mars 1640 erhållit rättighet att där sälja tomter med villkor, att detta skedde med företrädesrätt för kronans sjöfolk. 
Den 23 september 1663 befallde förmyndarregeringen, att en del av de då återstående ladugårdsägorna närmast staden skulle utskiftas till "K. M:ts och rikets trogne män och råd, på det de dem med sirliga och förnäma lusthus samt träd- och örtagårdar skola bepryda och bebygga". Detta medgivande begagnades av flera och gav upphov till gatunamn, sådana som Grev Magni-, Grev Ture- och Seved Bååts-gatan. Bebyggandet av Ladugårdslandet fortsatte därefter främst med mindre, oansenliga hus. Omkring mitten av 1870-talet ägde en synnerligen livlig nybyggnadsverksamhet rum varigenom denna stadsdel i fråga om byggnadernas storlek och inredning samt gatornas bredd överträffade stadens övriga delar. Enligt beslut av stadsfullmäktige 16 juni 1885 fick stadsdelen namnet Östermalm.
Namnet lever kvar i Ladugårdslandsviken, vattnet söder om Strandvägen.

## Rivning
Ladugårdslandets äldre bebyggelse revs och rivningen pågick fram till slutet av 1890-talet. På dess plats anlades stadsdelen Östermalm. Den nya stadsdelen bebyggdes snabbt och med industrialiserad byggnadsteknik, vilket gjorde att byggnaderna fick ett helt annat utseende än Ladugårdslandets hantverkspräglade byggnader.
Det äldre gatunätet följdes endast delvis när den nya stadsdelen byggdes. Ett exempel är Storgatan. I övrigt drogs gatorna ofta med nya eller breddade sträckningar.

## Kvarvarande byggnader
Endast ett fåtal byggnader finns kvar från Ladugårdslandet. De främsta exemplen är Armémuseum, Kronobageriet, Hedvig Eleonora kyrka (fram till 1700-talet även kallad Ladugårdslands kyrka), en rest av Fredrikshovs slott, Stadens norra kasern samt Kvarteret Krubban med Oxenstiernska malmgården. Stadsdelen avgränsades i öster av Ladugårdslandstull, som uppfördes på 1670-talet. Även konditoriet Sturekattens 1700-talsbyggnad undgick rivning på 1890-talet. En känd anläggning i stadsdelen var skeppsvarvet Terra Nova.
Eftersom Ladugårdslandet i princip helt utraderades när Östermalm byggdes, måste man idag bege sig till kvarteren runt Katarina kyrka på Södermalm, till Djurgårdsstaden eller till Skansens stadskvarter för att få en uppfattning om stadsdelens utseende.

## Ladugårdslandet i kulturen
August Strindbergs berömda dikt Esplanadsystemet handlar om rivningen av Ladugårdslandet. I dikten finns de lätt ironiska raderna "Här rivs för att få luft och ljus, är kanske icke det tillräckligt? "
Även några av August Blanches böcker utspelar sig i stadsdelen.
Anna Söderblom (1870-1955) växte upp i Ladugårdslandet och beskriver stadsdelen i sin bok På livets trottoir.
Rivningen av Ladugårdslandet är, vid sidan av cityrivningarna under 1960-talet, den mest omfattande rivningen av en stadsdel i Stockholm.